# David Allan Coe

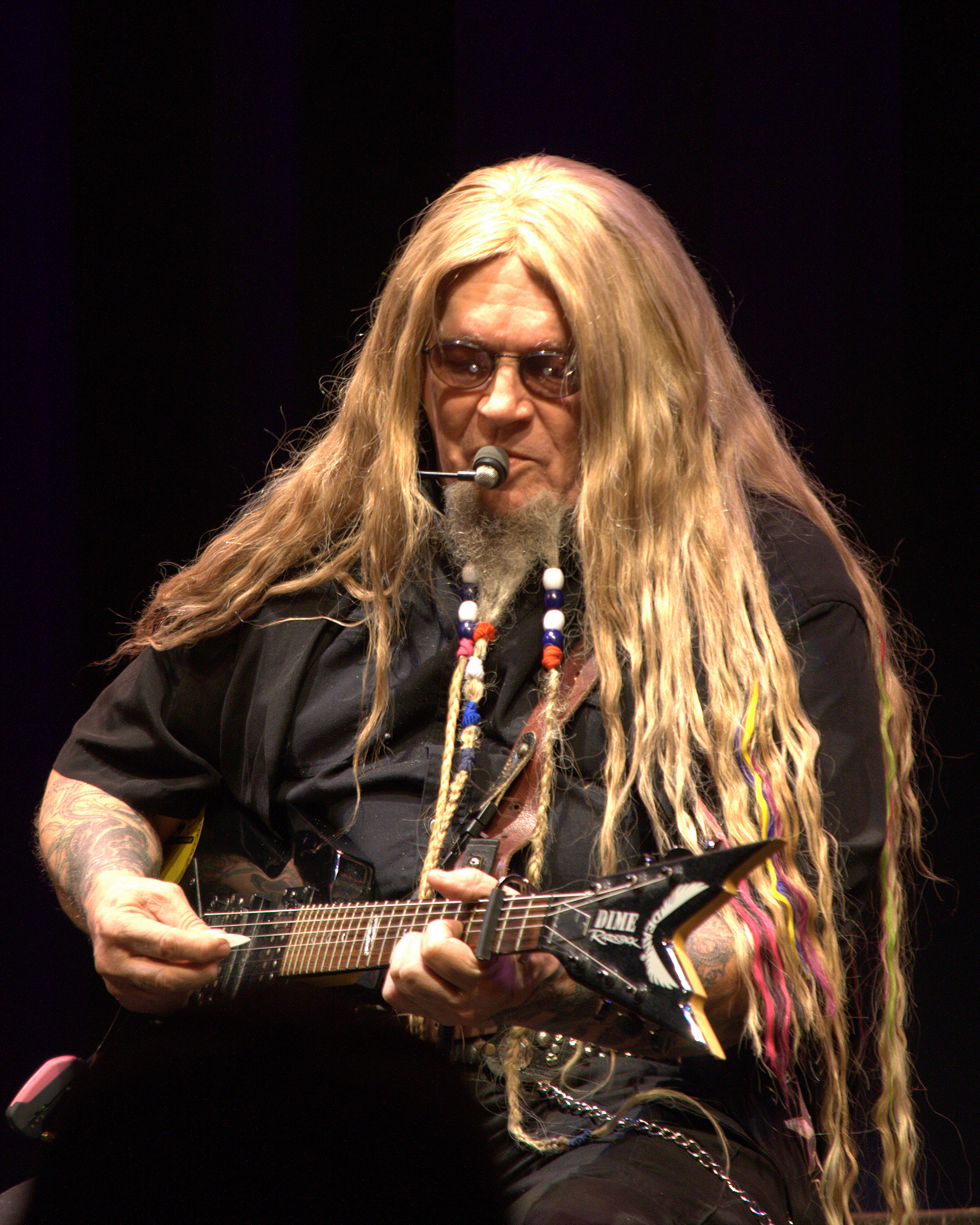
David Allan Coe, 2008

David Allan Coe (* 6. September 1939 in Akron, Ohio) ist ein US-amerikanischer Outlaw-Country-Musiker und Songwriter.

## Die Anfänge
Die meiste Zeit seiner Jugend verbrachte Coe im Gefängnis. Coes Image als Outlaw ist bei ihm im Gegensatz zu anderen Country- und Rockmusikern nicht nur eine Show. Sein musikalisches Vorbild war vor allem Hank Williams. 1968 erschien sein erstes Album, Penitentiary Blues. Im selben Jahr war er mit Grand Funk Railroad auf Tour.
Seine Konzerte galten als wild und unberechenbar. So erschien er auf der Bühne nicht „normal“ zu Fuß, sondern auf einem Motorrad. Dabei trug er ein countrytypisches Strass-Kostüm und eine Maske. Zu dieser Zeit nannte er sich auch Mysterious Rhinestone Cowboy.

## Songwriter
Coe hatte seine großen Erfolge nicht so sehr als Sänger, sondern als Songwriter. Hier zeigte er eher seine gefühlvolle Seite. Er schrieb Songs für Tanya Tucker, Billie Jo Spears, George Jones und viele mehr. Einer seiner größten Erfolge war Take This Job and Shove It für Johnny Paycheck.
Ein weiterer großer Erfolg war You Never Even Called Me By My Name – das Original stammt von Steve Goodman. Der Song erklärt, dass in einem Countrysong unbedingt Mütter, Züge, Trucks, Gefängnisse oder Alkohol vorkommen sollten, sonst sei es kein richtiger Countrysong. In diesem Sinne lautet dann die letzte Strophe:

„Well, I was drunk the day my Mom got out of prison,

And I went to pick her up in the rain,

But before I could get to the station in my pickup truck,

She got run over by a damned old train.“

## Erfolg
David Allan Coe gehörte wie Willie Nelson, Johnny Cash, Waylon Jennings, Kris Kristofferson und Merle Haggard der Outlaw-Country-Szene an. Diese Zugehörigkeit betonte er mit dem Song Willie, Waylon and me.
Dieses Image bekräftigen auch einige seiner X-Rated, also an Erwachsene gerichteten Alben. Dabei geht es um Sex und Rassismus, die er direkt und subjektiv darstellt. Der bekannteste Song ist Nigger Fucker, ein Lied, das rassistische Stereotype bedient. Es wird beschrieben, wie der Ich-Erzähler von seiner Freundin verlassen wird, da sie auf das große Glied eines „Niggers“ abfahre. Coe selbst sagt dazu, dass man das alles nicht so ernst nehmen soll. 
Bei Coes Konzerten vereinen sich die unterschiedlichsten Randgruppen: Biker, Cowboys und Hippies. Coe schrieb und interpretierte im Lauf seiner Karriere über 280 Lieder. Seine größten Erfolge konnte er in den 1970er Jahren verbuchen.
Seit einiger Zeit arbeitet er mit Steve Popovich zusammen. Dieser ist der Gründer des Musiklabels Cleveland International Records, das schon mit Stars wie Meat Loaf zusammenarbeitete. Coe und Popovich gründeten ihr eigenes Plattenlabel COEPOP Records, auf dem Alben wie Songwriter of the Tear und Biketoberfest ’01 veröffentlicht wurden.

## Diskografie
Für Veröffentlichungen mit Rebel Meets Rebel siehe hier.

### Studioalben
| Jahr | Titel                      | Höchstplatzierung, Gesamtwochen, AuszeichnungChartplatzierungen (Jahr, Titel, Platzierungen, Wochen, Auszeichnungen, Anmerkungen) | Höchstplatzierung, Gesamtwochen, AuszeichnungChartplatzierungen (Jahr, Titel, Platzierungen, Wochen, Auszeichnungen, Anmerkungen) | Anmerkungen |
| Jahr | Titel                      | US | Country | Anmerkungen |
| ---- | -------------------------- | --- | --- | ----------- |
| 1975 | Once Upon A Rhyme          | — | Country8 (17 Wo.)Country |             |
| 1976 | Longhaired Redneck         | — | Country14 (10 Wo.)Country |             |
| 1977 | Rides Again                | — | Country26 (10 Wo.)Country |             |
| 1977 | Tattoo                     | — | Country38 (5 Wo.)Country |             |
| 1978 | Family Album               | — | Country47 (5 Wo.)Country |             |
| 1978 | Human Emotions             | — | Country45 (2 Wo.)Country |             |
| 1980 | I’ve Got Something To Say  | — | Country66 (3 Wo.)Country |             |
| 1981 | Invictus Means Unconquered | — | Country67 (2 Wo.)Country |             |
| 1983 | Castles In The Sand        | US179 (5 Wo.)US | Country8 (29 Wo.)Country |             |
| 1983 | Hello In There             | — | Country38 (11 Wo.)Country |             |
| 1984 | Just Divorced              | — | Country22 (24 Wo.)Country |             |
| 1985 | Darlin’, Darlin’           | — | Country22 (17 Wo.)Country |             |
| 1985 | Unchained                  | — | Country49 (13 Wo.)Country |             |
| 1986 | Son Of The South           | — | Country31 (24 Wo.)Country |             |
| 1987 | A Matter of Life and Death | — | Country50 (16 Wo.)Country |             |

Weitere Studioalben
- 1968: Penitentiary Blues
- 1969: Requiem For A Harlequin
- 1974: The Mysterious Rhinestone Cowboy
- 1977: Texas Moon
- 1978: Buckstone County Prison Soundtrack
- 1978: Nothing Sacred
- 1979: Spectrum VII
- 1979: Compass Point
- 1981: Tennessee Whiskey
- 1982: Underground Album
- 1982: D.A.C.
- 1982: Rough Rider
- 1990: 1990 Songs for Sale
- 1993: Standing Too Close To the Flame
- 1993: Granny’s Off Her Rocker
- 1994: Lonesome Fugitive
- 1994: The Perfect Country and Western Song
- 1994: Truckin’ Outlaw
- 1996: 20 Road Music Hits
- 1996: Living On The Edge
- 1997: The Ghost of Hank Williams
- 1998: Johnny Cash is a Friend of Mine
- 1999: Recommended for Airplay
- 2000: Long Haired Country Boy... And Other Such Songs
- 2001: Country & Western
- 2002: Sings Merle Haggard

### Livealben
| Jahr | Titel                     | Höchstplatzierung, Gesamtwochen, AuszeichnungChartplatzierungen (Jahr, Titel, Platzierungen, Wochen, Auszeichnungen, Anmerkungen) | Höchstplatzierung, Gesamtwochen, AuszeichnungChartplatzierungen (Jahr, Titel, Platzierungen, Wochen, Auszeichnungen, Anmerkungen) | Anmerkungen |
| Jahr | Titel                     | US | Country | Anmerkungen |
| ---- | ------------------------- | --- | --- | ----------- |
| 2003 | Live at Billy Bob’s Texas | — | Country71 (1 Wo.)Country |             |

Weitere Livealben
- 1997: Live – If That Ain’t Country
- 2002: Live From the Iron Horse Saloon: Biketoberfest ’01
- 2003: Country Outlaw

### Kompilationen
| Jahr | Titel                              | Höchstplatzierung, Gesamtwochen, AuszeichnungChartplatzierungen (Jahr, Titel, Platzierungen, Wochen, Auszeichnungen, Anmerkungen) | Höchstplatzierung, Gesamtwochen, AuszeichnungChartplatzierungen (Jahr, Titel, Platzierungen, Wochen, Auszeichnungen, Anmerkungen) | Anmerkungen             |
| Jahr | Titel                              | US | Country | Anmerkungen             |
| ---- | ---------------------------------- | --- | --- | ----------------------- |
| 1978 | Greatest Hits                      | US— PlatinUS | Country40 (9 Wo.)Country |                         |
| 1985 | 17 Greatest Hits                   | US197 Gold · (1 Wo.)US | — | Charteinstieg erst 2014 |
| 1985 | For the Record: The First 10 Years | US— GoldUS | Country46 (15 Wo.)Country |                         |
| 1993 | 17 Greatest Hits                   | US— GoldUS | — |                         |
| 2004 | The Essential David Allan Coe      | — | Country72 (2 Wo.)Country |                         |

Weitere Kompilationen
- 1981: Encore
- 1984: The Best of David Allan Coe
- 1986: I Love Country
- 1989: Crazy Daddy
- 1990: 18 X-Rated Hits
- 1991: Biggest Hits
- 1993: The Mysterious Rhinestone Cowboy/Once Upon a Time
- 1994: 20 Greatest Hits
- 1994: Longhaired Redneck/Rides Again
- 1995: Best of the Best
- 1995: Compass Point/I’ve Got Something to Say
- 1995: David Allan Coe, Johnny Paycheck & Others
- 1995: Headed for the Country
- 1995: Human Emotions/Spectrum VII
- 1995: Invictus Means Unconquered/Tennessee Whiskey
- 1995: The Original Outlaw
- 1995: Tattoo/Family Album
- 1996: Super Hits, Vol. 2
- 1996: You Never Even Called Me by My Name (mit Johnny Paycheck)
- 1997: Truck Drivin’ Songs
- 1999: 16 Biggest Hits
- 1999: Castles in the Sand/Once Upon a Rhyme
- 2001: Songwriter of the Tear
- 2002: The Original Outlaw of Country Music
- 2005: At His Best
- 2005: Castles in the Sand/Hello in There PLUS
- 2005: For the Soul and for the Mind: Demos of ’71-’74
- 2005: Just Divorced/Darlin’ Darlin’ PLUS
- 2005: A Matter of Life... and Death PLUS
- 2005: The Ride
- 2005: Rough Rider/D.A.C. PLUS
- 2005: Ultimate Collection
- 2005: Unchained/Son of the South PLUS
- 2007: Country Hit Parade
- 2007: Early Years
- 2010: D.A.C.’s Back
- 2013: The Mysterious David Allan Coe: 4 Classic Albums 1974-1978
- 2014: The Illustrated David Allan Coe: 4 Classic Albums 1977-1979

### Singles
| Jahr | Titel Album                                                        | Höchstplatzierung, Gesamtwochen, AuszeichnungChartsChartplatzierungen (Jahr, Titel, Album, Platzierungen, Wochen, Auszeichnungen, Anmerkungen) | Anmerkungen       |
| Jahr | Titel Album                                                        | Country | Anmerkungen       |
| ---- | ------------------------------------------------------------------ | --- | ----------------- |
| 1974 | (If I Could Climb) The Walls of This Bottle –                      | Country80 (6 Wo.)Country |                   |
| 1975 | Would You Be My Lady Once Upon a Rhyme                             | Country91 (4 Wo.)Country |                   |
| 1975 | You Never Even Called Me by My Name Once Upon a Rhyme              | Country8 (17 Wo.)Country |                   |
| 1976 | Longhaired Redneck                                                 | Country17 (11 Wo.)Country |                   |
| 1976 | When She’s Got Me (Where She Wants Me) Longhaired Redneck          | Country60 (6 Wo.)Country |                   |
| 1976 | Willie, Waylon and Me Rides Again                                  | Country25 (11 Wo.)Country |                   |
| 1977 | Lately I’ve Been Thinking Too Much Lately Rides Again              | Country49 (8 Wo.)Country |                   |
| 1977 | Just to Prove My Love to You Tattoo                                | Country82 (6 Wo.)Country |                   |
| 1977 | Face to Face Tattoo                                                | Country92 (3 Wo.)Country |                   |
| 1978 | Divers Do It Deeper Family Album                                   | Country86 (3 Wo.)Country |                   |
| 1978 | You Can Count on Me Human Emotions                                 | Country85 (5 Wo.)Country |                   |
| 1978 | If This Is Just a Game Human Emotions                              | Country45 (8 Wo.)Country |                   |
| 1979 | Jack Daniel’s, If You Please Human Emotions                        | Country72 (5 Wo.)Country |                   |
| 1980 | Get a Little Dirt on Your Hands I’ve Got Something to Say          | Country46 (17 Wo.)Country | mit Bill Anderson |
| 1981 | Stand by Your Man Invictus Means Unconquered                       | Country88 (3 Wo.)Country |                   |
| 1981 | Tennessee Whiskey                                                  | Country77 (5 Wo.)Country |                   |
| 1982 | Now I Lay Me Down to Cheat Rough Rider                             | Country62 (5 Wo.)Country |                   |
| 1982 | Take Time to Know Her Rough Rider                                  | Country58 (8 Wo.)Country |                   |
| 1983 | The Ride Castles in the Sand                                       | Country4 (19 Wo.)Country |                   |
| 1983 | Cheap Thrills Castles in the Sand                                  | Country45 (10 Wo.)Country |                   |
| 1983 | Crazy Old Soldier Hello in There                                   | Country85 (6 Wo.)Country |                   |
| 1983 | Ride ’Em Cowboy –                                                  | Country48 (13 Wo.)Country |                   |
| 1984 | Mona Lisa Lost Her Smile Just Divorced                             | Country2 (22 Wo.)Country |                   |
| 1984 | It’s Great to Be Single Again Just Divorced                        | Country44 (11 Wo.)Country |                   |
| 1984 | She Used to Love Me a Lot Darlin’, Darlin’                         | Country11 (19 Wo.)Country |                   |
| 1985 | Don’t Cry Darlin’ Just Divorced                                    | Country29 (12 Wo.)Country |                   |
| 1985 | I’m Gonna Hurt Her on the Radio Unchained                          | Country52 (8 Wo.)Country |                   |
| 1986 | A Country Boy (Who Rolled the Rock Away) Son of the South          | Country44 (10 Wo.)Country |                   |
| 1986 | I’ve Already Cheated on You Son of the South                       | Country56 (8 Wo.)Country | mit Willie Nelson |
| 1987 | Need a Little Time Off for Bad Behavior A Matter of Life and Death | Country34 (16 Wo.)Country |                   |
| 1987 | Tanya Montana A Matter of Life and Death                           | Country62 (5 Wo.)Country |                   |

Weitere Singles
- 1969: One Way Ticket to Nashville
- 1969: Play All the Sad Songs
- 1970: Monkey David Wine
- 1971: Tobacco Road
- 1972: Two Tone Brown
- 1973: How High’s the Watergate, Martha
- 1973: Keep Those Big Wheels Hummin’
- 1979: Fairytale Morning
- 1979: X’s and O’s (Kisses and Hugs)
- 1979: Loving You Comes So Natural
- 1980: Great Nashville Railroad Disaster (A True Story)
- 1980: I’ve Got Something to Say
- 1980: If You’ll Hold the Ladder
- 1980: Hank Williams Junior Junior (mit Kris Kristofferson und Dickey Betts)
- 1981: Dock of the Bay
- 1981: Juanita
- 1982: What Made You Change Your Mind
- 1982: Whiskey Whiskey
- 1985: My Elusive Dreams
- 1986: Son of the South
- 1986: Take My Advice
- 1988: Love Is A Never Ending War

### Audiobooks
- 2002: Whoopsy Daisy

## Filmografie
- 1986: Höllenfahrt nach Lordsburg (Stagecoach) (Fernsehfilm)